# Волнения в Западной Сахаре (2010)
Волне́ния в За́падной Саха́ре — акции протеста, проходившие с октября 2010 год по ноябрь 2010 года.
Известные учёные Ноам Хомский и Бернабе Лопес Гарсиа отметили эти события в качестве отправной точки текущих протестов в странах арабского мира.
Хотя изначально протесты были мирными, позже были отмечены столкновения между гражданами и силами безопасности.

## Протесты

### Начало
Протесты начались ночью 9 октября 2010 года, когда группа сахрави объявила протесты в месте, известном как Gdeim Izik, в 12 км от Эль-Аюн. Число протестующих быстро увеличивалось в первые недели от сотен до нескольких тысяч, из других городов Западной Сахары и южной части Марокко.
1 ноября число жителей лагеря составило 20 000 человек. Дополнительные лагеря были возведены на окраине Кейп Бождур, в Дахле и Смаре, но в тот же день были арестованы марокканской полицией. Основная цель лагеря — протест, против «продолжающейся дискриминации, бедности и нарушения прав человека в отношении местных жителей», но позже некоторые протестующие потребовали предоставления независимости Западной Сахаре.

### Смерть Найема Эльгархи
24 октября автомобиль на полной скорости пытался въехать в лагерь, но был остановлен марокканскими вооружёнными силами. В результате, 14-летний Найем Эльгархи погиб, а остальные пассажиры получили ранения. По данным министерства внутренних дел Марокко, из автомобиля был сделан выстрел, что вынудило солдат открыть огонь, в результате чего один человек погиб и трое были ранены. В соответствии с утверждениями Полисарио, в машине не было оружия. По словам представителя Министерства оккупированных территорий и зарубежных связей САДР, в то время как молодые люди доставляли пищу, воду и медикаменты в лагерь протестующих, с того времени, как они покинули Эль-Аюн, их преследовали сотрудники сил безопасности. Семья Эльгархи заявила, что мальчик был похоронен без их согласия и предварительного вскрытия, и, утверждая, что мальчик был болен и имел нарушения зрения, требуют суда над офицером, застрелившим его.

### Арест
Утром 8 ноября лагерь протестующих был захвачен марокканской полицией. Согласно заявлению марокканского МВД, огнестрельное оружие не использовалось. Молодые протестующие использовали камни, ножи и газовые баллоны.

### Беспорядки в Эль-Аюне и других городах
Беспорядки распространились в Эль-Аюне и других городах, таких как Смара и Эль-Марса. Некоторые протестующие и жители лагеря, размахивая флагами САДР, достигли города, нападая на правительственные здания, банки, автомобили и магазины, и сталкивались с полицией.

### Последствия
По данным марокканских властей, арест лагеря Gdeim Izik и другие протесты привели к смерти 11 и ранениям 159 человек среди вооружённых сил и смерти 2 гражданских среди протестующих (один из них, Бабий Хамади Буйема, гражданин Испании, считается погибшим после столкновения с автомобилем полиции).
В соответствии с данными Фронта ПОЛИСАРИО, 36 жителей Западной Сахары были убиты, 723 ранены, и 163 — арестованы.
26 ноября, Мухаммед VI сменил ряд вали (гражданских губернаторов), в том числе Мухаммед Джилмоус, бывший вали области Эль-Аюн-Буждур-Сегиет-эль-Хамра, был заменён на губернатора области Дуккала-Абда, а вскоре уволен с этой должности. Его преемник Халид Дхил, член ККСДС и сын мэра Дахлы в испанский колониальный период был назначен губернатором области Эль-Аюн-Буждур-Сегиет-эль-Хамра.

### Заключенные
2 октября 2023 года ООН требует ноты об освобождении сахарских демонстрантов за независимость, членов так называемой группы «Гдейм Изик», признанных виновными в убийстве сотрудников марокканских сил безопасности во время демонтажа лагеря. Гдейм Изик был осужден марокканским судом в 2013 году и с тех пор находится в тюрьме..

## Международная реакция

### Международные организации
- Африканский союз: Президент Комиссии Африканского союза Жан Пинг, выступил с заявлением, опубликованным 10 ноября по поводу событий Эль-Аюн как результата нападения марокканских сил на мирных лагерь. «Насильственные меры, принятые марокканскими властями, привели к гибели людей и уничтожению имущества». Африканский союз призывает правительство Марокко воздерживаться от применения силы в целях урегулирования кризиса[3].
- 25 ноября Европейский парламент утвердил резолюцию о событиях в Западной Сахаре. Текст выразил глубокую озабоченность по поводу ухудшения ситуации на территории и решительно осудил насильственные инциденты в Gdeim Izik и Эль-Аюне, призывая сохранять спокойствие и выражая сочувствие по поводу гибели людей. Резолюция также призывает ООН провести независимое международное расследование, чтобы прояснить события, выражает сочувствие по поводу нападения на свободу прессы марокканскими властями и настаивает на осуществлении контроля о правах человека[4].
- 17 ноября Совет Безопасности ООН выразил сожаление по поводу насилия во время ареста лагеря[5].